# Сан-Жозе-да-Варжинья (Минас-Жерайс)
Сан-Жозе-да-Варжинья (порт. São José da Varginha) — муниципалитет в Бразилии, входит в штат Минас-Жерайс. Составная часть мезорегиона Агломерация Белу-Оризонти. Входит в экономико-статистический микрорегион Пара-ди-Минас. Население составляет 3620 человек на 2006 год. Занимает площадь 205,099 км². Плотность населения — 17,7 чел./км².

## История
Город основан 1 марта 1963 года.

## Статистика
- Валовой внутренний продукт на 2003 год составляет 53 430 508,00 реалов (данные: Бразильский институт географии и статистики).
- Валовой внутренний продукт на душу населения на 2003 год составляет 15 536,64 реала (данные: Бразильский институт географии и статистики).
- Индекс развития человеческого потенциала на 2000 год составляет 0,760 (данные: Программа развития ООН).